# Тобуроков, Пётр Николаевич
Пётр Николаевич Тобуроков (якут. Бүөтүр Тобуруокап) (25 октября 1917, Оросунский наслег, Верхневилюйский улус, Якутская область — 6 марта 2001) — якутский писатель, народный поэт Якутии. Участник Великой Отечественной войны. Член СП СССР с 1957 г.
Творчество Петра Тобурокова многогранно и отличается широким жанровым диапазоном: это сотни популярных песен и стихов, поэмы, сказки, баллады, сатира, лирическая проза, оригинальные пьесы, философские эссе. Петр Тобуроков является классиком якутской детской литературы.

## Биография
Родился 25 октября 1917 г. в Оросунском наслеге Верхневилюйского улуса в крестьянской семье. Окончил Вилюйское педагогическое училище им. Н. Г. Чернышевского, Высшие литературные курсы при Литературном институте им. А. М. Горького. Работал учителем и директором школ, старшим преподавателем и руководителем творческого семинара в Московском литературном институте им. А. М. Горького. Член КПСС с 1945 г.

## Творчество
Первое стихотворение опубликовано в 1934 г. Поэма П. Тобурокова «Собрание букв» и рассказ «Бабочка» в 1946 году были удостоены второй премии на республиканском конкурсе по детской литературе.
В 1948 году вышла в свет первая книга «Буукубалар мунньахтара» (Собрание букв). Сборники стихов «В стране мира и труда», «Родине» принесли поэту широкую известность.

## Награды и звания
- Орден Отечественной войны 2-й степени (06.04.1985)[1]
- Орден Трудового Красного Знамени (23.10.1987)
- Орден «Знак Почёта»
- Народный поэт Республики Саха (Якутия)
- Медали и Почётные грамоты
- Заслуженный работник культуры Республики Саха (Якутия)